# Pienice (Police)
Pienice (deutsch Herzberg) ist ein Dorf in der polnischen Woiwodschaft Westpommern. Das Dorf bildet einen Teil der Gmina Police (Stadt- und Landgemeinde Pölitz) im Powiat Policki (Pölitzer Kreis). Pienice liegt etwa 25 Kilometer nördlich von Stettin (Szczecin) und etwa 13 Kilometer nordwestlich von Police (Pölitz).

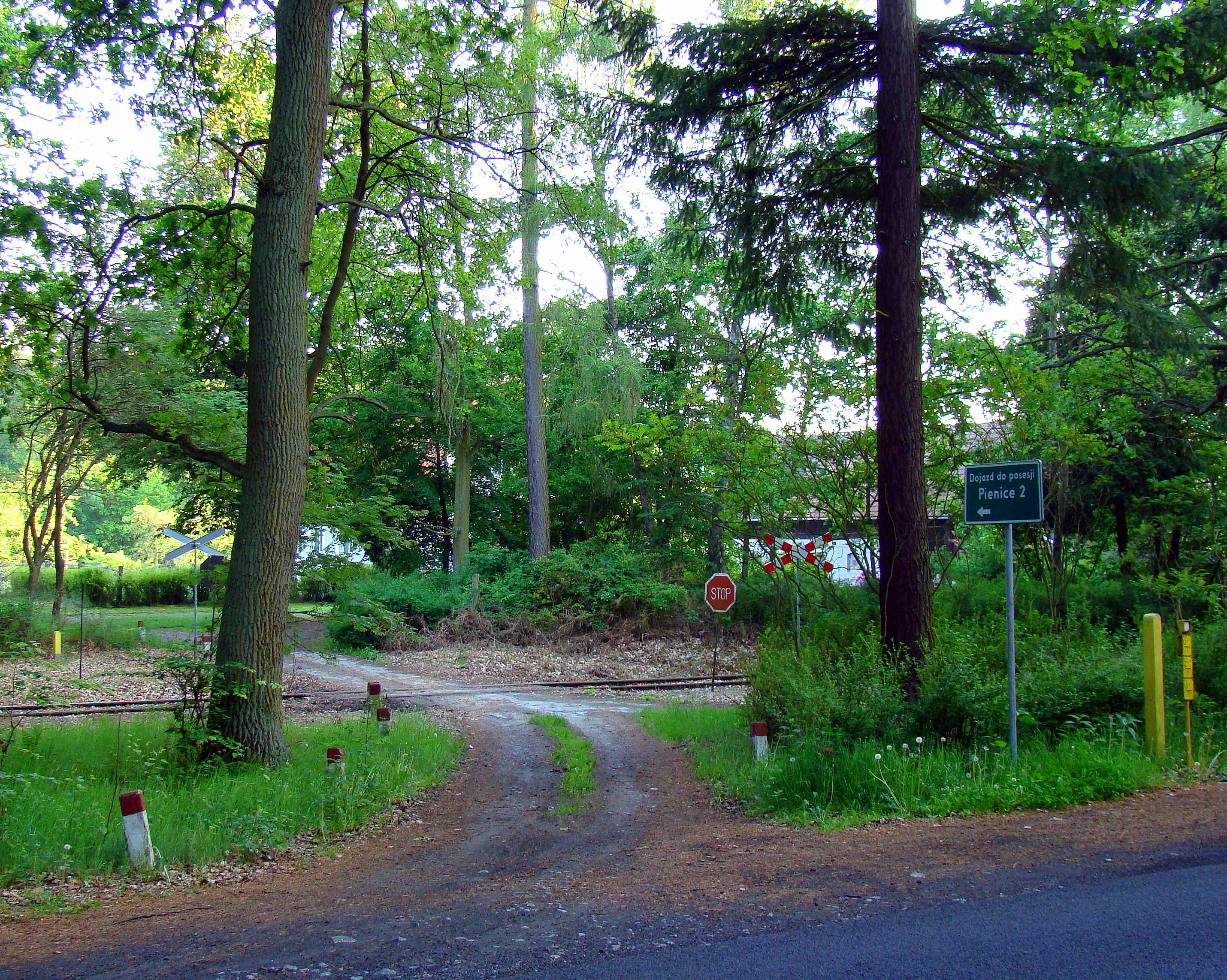
Einfahrt zur Straße nach Pienice